# Jean-Gabriel Noirot
Pour les articles homonymes, voir Noirot.
Jean-Gabriel Noirot né le 2 décembre 1887 à Roanne et mort le 1er février 1963 au Bourzat, dans la commune de Saint-Germain-des-Fossés, est un peintre français. Son père Émile et son grand-père Louis étaient tous deux peintres.

## Biographie
Jean-Gabriel Noirot naît en 1887 à Roanne. Il est le fils aîné d'Émile Noirot. Il est devenu un peintre de paysages, comme son père et son grand-père, actif principalement à l'aquarelle. Il n'avait pas fait de l'art son métier, contrairement à son père. Il signait sous le nom de Jean Noirot. Il était aussi un violoniste solo. Son neveu Dominique est lui aussi devenu peintre et a fini par écrire un livre sur ses ancêtres artistes.
Certaines de ses œuvres sont aujourd'hui exposées dans les hôtels de ville de Saint-Galmier et de Saint-Germain-des-Fossés. D'autres sont exposées au Musée des Beaux-Arts de Roanne. Il meurt au Bourzat en 1963.

## Œuvres dans les collections publiques
- Un soir dans le Forez, Palais de l'Élysée[4].